# 庫爾戈斯區

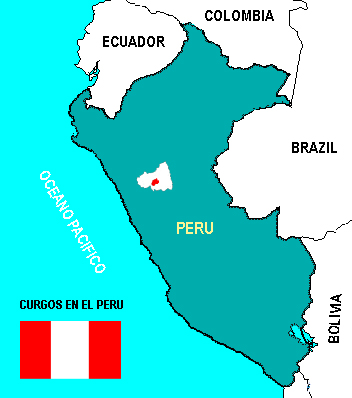

庫爾戈斯區（西班牙語：Distrito de Curgos），是秘魯的一個區，位於該國西北部拉利伯塔德大區的桑切斯卡里翁省，始建於1943年12月13日，面積99.5平方公里，海拔高度3,225米，2005年人口8,086，人口密度每平方公里81人。